# Penakir
Penakir is een bestuurslaag in het regentschap Pemalang van de provincie Midden-Java, Indonesië. Penakir telt 4944 inwoners (volkstelling 2010).